# 増田宏一
増田 宏一（ますだ こういち、1944年1月23日 - ）は、日本の公認会計士。元日本公認会計士協会会長。元あずさ監査法人代表社員。新潟県出身。新潟大学人文学部経済学科卒業。

## 人物
東京都世田谷区生まれ。3歳の時に父の実家のあった新潟県佐渡郡羽茂町に疎開し、新潟県立羽茂高等学校で成績優良であったため、新潟大学人文学部と早稲田大学商学部なら合格すると高校教諭から薦められ、新潟大学人文学部経済学科に進学し、在学中に公認会計士を志し、後に合格。大学卒業後、田中芳治公認会計士事務所に入所。1993年、朝日監査法人代表社員に就任。2001年、日本公認会計士協会副会長に就任。2007年、日本公認会計士協会会長に選出された。2010年同会長を退任。他に、財務会計基準機構評議委員、金融庁金融審議会専門委員、株式会社企業再生支援機構監査役、NKSJホールディングス監査役、エーザイ取締役監査委員長などを歴任した。2016年第一生命ホールディングス取締役。
2014年4月、旭日中綬章受章。

## 著書

### 編著
- 『監査人の職業的懐疑心』（同文舘出版、2015年）

### 共著
- 『財務諸表監査における「職業的懐疑心」』（同文舘出版、2015年）